# Жафар Ірісметов
Жафар Ірісметов (узб. Jafar Irismetov, нар. 23 серпня 1976, Ташкент) — узбецький футболіст, що грав на позиції нападника. Виступав, зокрема, за національну збірну Узбекистану.

## Клубна кар'єра
Народився 23 серпня 1976 року в місті Ташкент.
У дорослому футболі дебютував 1993 року виступами за команду клубу «Політотдєл», в якій провів два сезони, взявши участь у 68 матчах чемпіонату.
Протягом 1996–1997 років захищав кольори команди клубу «Дустлік».
Своєю грою за останню команду привернув увагу представників тренерського штабу клубу «Панатінаїкос», до складу якого приєднався 1997 року. Відіграв за клуб з Афін наступний сезон своєї ігрової кар'єри, виходячи на поле насамперед у складі молодіжної команди клубу.
Згодом з 1998 по 2011 рік грав у складі команд клубів «Дустлік», «Чорноморець» (Новоросійськ), «Динамо» (Самарканд), «Дустлік», «Спартак» (Москва), «Славія-Мозир», «Анжи», «Пахтакор», «Кривбас», «Кайрат», «Алма-Ата», «Актобе», «Алма-Ата», «Ляонін Хувін», «Динамо» (Самарканд), «Шуртан» та «Кизилкум».
Завершив професійну ігрову кар'єру у нижчоліговому клубі «Навбахор», за команду якого виступав протягом 2012 року.

## Виступи за збірну
1997 року дебютував в офіційних матчах у складі національної збірної Узбекистану. Протягом кар'єри у національній команді, яка тривала 11 років, провів у формі головної команди країни 36 матчів, забивши 15 голів.

## Титули і досягнення

### Командні
- Чемпіон Узбекистану (2):

«Дустлік»: 2000
«Пахтакор»: 2003
- Володар Кубка Узбекистану (1):

«Дустлік»: 2000
- Чемпіон Росії (1):

«Спартак» (Москва)»: 2001
- Чемпіон Казахстану (1):

«Кайрат»: 2004
- Володар Кубка Казахстану (1):

«Алма-Ата»: 2006
- Володар Суперкубка Казахстану (1):

«Актобе»: 2008

### Особисті
- Найкращий бомбардир чемпіонату Узбекистану: 1996, 1997, 2000.
- Найкращий бомбардир чемпіонату Казахстану: 2006, 2007.